# Acerentulus cunhai
Acerentulus cunhai är en urinsektsart som beskrevs av Bruno Condé 1950. Acerentulus cunhai ingår i släktet Acerentulus och familjen lönntrevfotingar. Inga underarter finns listade i Catalogue of Life.